# Сушинський Максим Юрійович
Максим Юрійович Сушинський (рос. Максим Юрьевич Сушинский; 1 липня 1974, м. Ленінград, СРСР) — російський хокеїст, центральний нападник. Заслужений майстер спорту Росії (2002). 

## Спортивна кар'єра
Вихованець хокейної школи СКА (Санкт-Петербург). Виступав за СКА (Санкт-Петербург), «Авангард» (Омськ), «Міннесота Вайлд», «Динамо» (Москва), «Салават Юлаєв» (Уфа), «Торос» (Нефтекамськ), «Металург» (Магнітогорськ) і «Фрібур-Готтерон». 
В регулярному чемпіонаті НХЛ 2000/01 провів 30 матчів, набрав 11 очок (7+4).
У складі національної збірної Росії провів 119 матчів (86 очок); учасник зимових Олімпійських ігор 2006 (8 матчів, 2+3), учасник чемпіонатів світу 1999, 2000, 2002, 2004, 2006, 2008 і 2010 (48 матчів, 15+14). У складі молодіжної збірної Росії учасник чемпіонату світу 1994.

## Досягнення
- Чемпіон світу (2008), срібний призер (2002, 2010)
- Чемпіон Росії (2004, 2005)
- Володар Кубка європейських чемпіонів (2005, 2006)
- Володар Кубка Шпенглера (2010)
- Учасник матчу усіх зірок КХЛ (2009, 2010)
- Бронзовий призер молодіжного чемпіонату світу (1994).